# Alfakalcidol
Alfakalcidol (1-hidroksiholelalciferol) je analog vitamina D koji se koristi kao suplement hrane.
Alfakalcidol ima manji uticaj na metabolizam kalcijuma od kalcitriola, ali je efektivniji u povišavanju nivoa paratiroidnog hormona i pogledu uticaja na imunski sistem, uključujućiregulatorne T ćelije.

## Spoljašnje veze
|  | Molimo Vas, obratite pažnju na važno upozorenje u vezi sa temama iz oblasti medicine (zdravlja). |